# موریس مالپس
موریس مالپس (انگلیسی: Maurice Malpas؛ زادهٔ ۳ اوت ۱۹۶۲) بازیکن سابق و مربی فوتبال اهل اسکاتلند است.
از باشگاه‌هایی که در آن بازی کرده‌است می‌توان به باشگاه فوتبال داندی یونایتد اشاره کرد.
وی همچنین در تیم‌های ملی فوتبال اسکاتلند و زیر ۲۱ سال اسکاتلند بازی کرده‌است.